# Babiroussa de l'île Togian
Babyrousa togeanensis
Espèce
Synonymes
Babyrousa babyrussa togeanensis
Statut de conservation UICN

 EN B1ab(iii,v); C2a(i) : En danger
Statut CITES
Le Babiroussa de l'île Togian (Babyrousa togeanensis ou Babyrousa babyrussa togeanensis) est une espèce de suidés.
Son nom provient du malais, babi (« porc ») et rusa (« cerf ») et de Îles Togian, une île d'Indonésie à côté de Sulawesi.
Dans l'île voisine, Sulawesi anciennement nommé « Célèbes », vit une autre espèce, le Babiroussa des Célèbes (Babyrousa celebensis ou Babyrousa babyrussa celebensis).

Carte de répartition de l'espèce.